# Liste des communes de la Sarthe
Pour les autres listes de communes françaises, voir Listes des communes de France.
| - La Sarthe en France métropolitaine. - Carte des communes de la Sarthe. |

Cette page liste les 352 communes du département français de la Sarthe au 1er janvier 2025.

## Historique
Le département de la Sarthe a été créé le 4 mars 1790 en application de la loi du 22 décembre 1789.
En 2019, à la suite de la création de 5 communes nouvelles le 1er janvier 2019, leur nombre est passé de 360 à 354.
Au 1er janvier 2025, les communes de Laigné-en-Belin et Saint-Gervais-en-Belin se sont regroupées pour former la commune nouvelle de Laigné-Saint-Gervais, les communes de Saint-Mars-de-Locquenay et Volnay se sont regroupées pour former la commune nouvelle de Val-de-la-Hune. Le nombre de communes du département passe alors de 354 à 352.

## Liste des communes
Le tableau suivant donne la liste des communes au 1er janvier 2025, en précisant leur code Insee, leur code postal principal, leur arrondissement, leur canton, leur intercommunalité, leur superficie, leur population et leur densité, d'après les chiffres de l'Insee issus du recensement 2022,.
| Nom                           | Code Insee | Code postal | Arrondissement | Canton                                                                | Intercommunalité                                  | Superficie (km2) | Population (dernière pop. légale) | Densité (hab./km2) | Modifier                                    |
| ----------------------------- | ---------- | ----------- | -------------- | --------------------------------------------------------------------- | ------------------------------------------------- | ---------------- | --------------------------------- | ------------------ | ------------------------------------------- |
| Le Mans (préfecture)          | 72181      | 72000 72100 | Le Mans        | Le Mans-1 Le Mans-2 Le Mans-3 Le Mans-4 Le Mans-5 Le Mans-6 Le Mans-7 | CU Le Mans Métropole                              | 52,81            | 145 182 (2022)                    | 2 749              | modifier les données · modifier les données |
| Aigné                         | 72001      | 72650       | Le Mans        | Le Mans-2                                                             | CU Le Mans Métropole                              | 12,59            | 1 681 (2022)                      | 134                | modifier les données · modifier les données |
| Aillières-Beauvoir            | 72002      | 72600       | Mamers         | Mamers                                                                | CC Maine Saosnois                                 | 15,07            | 199 (2022)                        | 13                 | modifier les données · modifier les données |
| Allonnes                      | 72003      | 72700       | Le Mans        | Le Mans-7                                                             | CU Le Mans Métropole                              | 18,07            | 10 740 (2022)                     | 594                | modifier les données · modifier les données |
| Amné                          | 72004      | 72540       | La Flèche      | Loué                                                                  | LBN Communauté                                    | 15,95            | 569 (2022)                        | 36                 | modifier les données · modifier les données |
| Ancinnes                      | 72005      | 72610       | Mamers         | Sillé-le-Guillaume                                                    | CC Haute Sarthe Alpes Mancelles                   | 27,21            | 917 (2022)                        | 34                 | modifier les données · modifier les données |
| Arçonnay                      | 72006      | 72610       | Mamers         | Mamers                                                                | CU d'Alençon                                      | 7,85             | 1 897 (2022)                      | 242                | modifier les données · modifier les données |
| Ardenay-sur-Mérize            | 72007      | 72370       | Mamers         | Savigné-l'Évêque                                                      | CC Le Gesnois Bilurien                            | 11,67            | 499 (2022)                        | 43                 | modifier les données · modifier les données |
| Arnage                        | 72008      | 72230       | Le Mans        | Le Mans-6                                                             | CU Le Mans Métropole                              | 10,76            | 5 463 (2022)                      | 508                | modifier les données · modifier les données |
| Arthezé                       | 72009      | 72270       | La Flèche      | La Flèche                                                             | CC du Pays Fléchois                               | 8,65             | 351 (2022)                        | 41                 | modifier les données · modifier les données |
| Asnières-sur-Vègre            | 72010      | 72430       | La Flèche      | Sablé-sur-Sarthe                                                      | CC du Pays Sabolien                               | 12,64            | 337 (2022)                        | 27                 | modifier les données · modifier les données |
| Assé-le-Boisne                | 72011      | 72130       | Mamers         | Sillé-le-Guillaume                                                    | CC Haute Sarthe Alpes Mancelles                   | 28,39            | 898 (2022)                        | 32                 | modifier les données · modifier les données |
| Assé-le-Riboul                | 72012      | 72170       | Mamers         | Sillé-le-Guillaume                                                    | CC Haute Sarthe Alpes Mancelles                   | 16,77            | 478 (2022)                        | 29                 | modifier les données · modifier les données |
| Aubigné-Racan                 | 72013      | 72800       | La Flèche      | Le Lude                                                               | CC Sud Sarthe                                     | 32,03            | 2 131 (2022)                      | 67                 | modifier les données · modifier les données |
| Les Aulneaux                  | 72015      | 72600       | Mamers         | Mamers                                                                | CC Maine Saosnois                                 | 8,17             | 107 (2022)                        | 13                 | modifier les données · modifier les données |
| Auvers-le-Hamon               | 72016      | 72300       | La Flèche      | Sablé-sur-Sarthe                                                      | CC du Pays Sabolien                               | 47,83            | 1 458 (2022)                      | 30                 | modifier les données · modifier les données |
| Auvers-sous-Montfaucon        | 72017      | 72540       | La Flèche      | Loué                                                                  | LBN Communauté                                    | 7,49             | 229 (2022)                        | 31                 | modifier les données · modifier les données |
| Avesnes-en-Saosnois           | 72018      | 72260       | Mamers         | Mamers                                                                | CC Maine Saosnois                                 | 5,68             | 88 (2022)                         | 15                 | modifier les données · modifier les données |
| Avessé                        | 72019      | 72350       | La Flèche      | Loué                                                                  | LBN Communauté                                    | 18,72            | 335 (2022)                        | 18                 | modifier les données · modifier les données |
| Avezé                         | 72020      | 72400       | Mamers         | La Ferté-Bernard                                                      | CC du Pays de l'Huisne Sarthoise                  | 20,81            | 692 (2022)                        | 33                 | modifier les données · modifier les données |
| Avoise                        | 72021      | 72430       | La Flèche      | Sablé-sur-Sarthe                                                      | CC du Pays Sabolien                               | 24,56            | 572 (2022)                        | 23                 | modifier les données · modifier les données |
| Le Bailleul                   | 72022      | 72200       | La Flèche      | Sablé-sur-Sarthe                                                      | CC du Pays Sabolien                               | 27,46            | 1 217 (2022)                      | 44                 | modifier les données · modifier les données |
| Ballon-Saint Mars             | 72023      | 72290       | Le Mans        | Bonnétable                                                            | CC Maine Cœur de Sarthe                           | 31,61            | 2 270 (2022)                      | 72                 | modifier les données · modifier les données |
| La Bazoge                     | 72024      | 72650       | Le Mans        | Bonnétable                                                            | CC Maine Cœur de Sarthe                           | 22,87            | 3 748 (2022)                      | 164                | modifier les données · modifier les données |
| Bazouges Cré sur Loir         | 72025      | 72200       | La Flèche      | La Flèche                                                             | CC du Pays Fléchois                               | 47,09            | 1 946 (2022)                      | 41                 | modifier les données · modifier les données |
| Beaufay                       | 72026      | 72110       | Mamers         | Bonnétable                                                            | CC Maine Saosnois                                 | 23,87            | 1 523 (2022)                      | 64                 | modifier les données · modifier les données |
| Beaumont-Pied-de-Bœuf         | 72028      | 72500       | La Flèche      | Montval-sur-Loir                                                      | CC Loir-Lucé-Bercé                                | 24,68            | 476 (2022)                        | 19                 | modifier les données · modifier les données |
| Beaumont-sur-Dême             | 72027      | 72340       | La Flèche      | Montval-sur-Loir                                                      | CC Loir-Lucé-Bercé                                | 13,49            | 329 (2022)                        | 24                 | modifier les données · modifier les données |
| Beaumont-sur-Sarthe           | 72029      | 72170       | Mamers         | Sillé-le-Guillaume                                                    | CC Haute Sarthe Alpes Mancelles                   | 6,64             | 1 974 (2022)                      | 297                | modifier les données · modifier les données |
| Beillé                        | 72031      | 72160       | Mamers         | La Ferté-Bernard                                                      | CC du Pays de l'Huisne Sarthoise                  | 8,48             | 543 (2022)                        | 64                 | modifier les données · modifier les données |
| Berfay                        | 72032      | 72320       | Mamers         | Saint-Calais                                                          | CC des Vallées de la Braye et de l'Anille         | 18,28            | 334 (2022)                        | 18                 | modifier les données · modifier les données |
| Bernay-Neuvy-en-Champagne     | 72219      | 72240       | Mamers         | Loué                                                                  | CC de la Champagne Conlinoise et du Pays de Sillé | 25,13            | 768 (2022)                        | 31                 | modifier les données · modifier les données |
| Bérus                         | 72034      | 72610       | Mamers         | Sillé-le-Guillaume                                                    | CC Haute Sarthe Alpes Mancelles                   | 6,73             | 434 (2022)                        | 64                 | modifier les données · modifier les données |
| Bessé-sur-Braye               | 72035      | 72310       | Mamers         | Saint-Calais                                                          | CC des Vallées de la Braye et de l'Anille         | 20,60            | 2 025 (2022)                      | 98                 | modifier les données · modifier les données |
| Béthon                        | 72036      | 72610       | Mamers         | Sillé-le-Guillaume                                                    | CC Haute Sarthe Alpes Mancelles                   | 3,85             | 306 (2022)                        | 79                 | modifier les données · modifier les données |
| Blèves                        | 72037      | 72600       | Mamers         | Mamers                                                                | CC Maine Saosnois                                 | 2,04             | 129 (2022)                        | 63                 | modifier les données · modifier les données |
| Boëssé-le-Sec                 | 72038      | 72400       | Mamers         | La Ferté-Bernard                                                      | CC du Pays de l'Huisne Sarthoise                  | 11,76            | 534 (2022)                        | 45                 | modifier les données · modifier les données |
| Bonnétable                    | 72039      | 72110       | Mamers         | Bonnétable                                                            | CC Maine Saosnois                                 | 40,08            | 3 721 (2022)                      | 93                 | modifier les données · modifier les données |
| La Bosse                      | 72040      | 72400       | Mamers         | La Ferté-Bernard                                                      | CC du Pays de l'Huisne Sarthoise                  | 10,75            | 153 (2022)                        | 14                 | modifier les données · modifier les données |
| Bouër                         | 72041      | 72390       | Mamers         | La Ferté-Bernard                                                      | CC du Pays de l'Huisne Sarthoise                  | 12,00            | 352 (2022)                        | 29                 | modifier les données · modifier les données |
| Bouloire                      | 72042      | 72440       | Mamers         | Saint-Calais                                                          | CC Le Gesnois Bilurien                            | 26,77            | 2 121 (2022)                      | 79                 | modifier les données · modifier les données |
| Bourg-le-Roi                  | 72043      | 72610       | Mamers         | Sillé-le-Guillaume                                                    | CC Haute Sarthe Alpes Mancelles                   | 0,36             | 335 (2022)                        | 931                | modifier les données · modifier les données |
| Bousse                        | 72044      | 72270       | La Flèche      | La Flèche                                                             | CC du Pays Fléchois                               | 12,02            | 431 (2022)                        | 36                 | modifier les données · modifier les données |
| Brains-sur-Gée                | 72045      | 72550       | La Flèche      | Loué                                                                  | LBN Communauté                                    | 15,90            | 781 (2022)                        | 49                 | modifier les données · modifier les données |
| Le Breil-sur-Mérize           | 72046      | 72370       | Mamers         | Savigné-l'Évêque                                                      | CC Le Gesnois Bilurien                            | 18,35            | 1 562 (2022)                      | 85                 | modifier les données · modifier les données |
| Brette-les-Pins               | 72047      | 72250       | Le Mans        | Changé                                                                | CC du Sud-Est du Pays Manceau                     | 14,51            | 2 127 (2022)                      | 147                | modifier les données · modifier les données |
| Briosne-lès-Sables            | 72048      | 72110       | Mamers         | Bonnétable                                                            | CC Maine Saosnois                                 | 9,85             | 537 (2022)                        | 55                 | modifier les données · modifier les données |
| La Bruère-sur-Loir            | 72049      | 72500       | La Flèche      | Le Lude                                                               | CC Sud Sarthe                                     | 11,47            | 250 (2022)                        | 22                 | modifier les données · modifier les données |
| Brûlon                        | 72050      | 72350       | La Flèche      | Loué                                                                  | LBN Communauté                                    | 16,27            | 1 525 (2022)                      | 94                 | modifier les données · modifier les données |
| Cérans-Foulletourte           | 72051      | 72330       | La Flèche      | Le Lude                                                               | CC du Val de Sarthe                               | 32,52            | 3 365 (2022)                      | 103                | modifier les données · modifier les données |
| Chahaignes                    | 72052      | 72340       | La Flèche      | Montval-sur-Loir                                                      | CC Loir-Lucé-Bercé                                | 22,83            | 668 (2022)                        | 29                 | modifier les données · modifier les données |
| Challes                       | 72053      | 72250       | Le Mans        | Changé                                                                | CC du Sud-Est du Pays Manceau                     | 25,83            | 1 161 (2022)                      | 45                 | modifier les données · modifier les données |
| Champagné                     | 72054      | 72470       | Le Mans        | Changé                                                                | CU Le Mans Métropole                              | 13,94            | 3 680 (2022)                      | 264                | modifier les données · modifier les données |
| Champfleur                    | 72056      | 72610       | Mamers         | Mamers                                                                | CU d'Alençon                                      | 13,14            | 1 303 (2022)                      | 99                 | modifier les données · modifier les données |
| Champrond                     | 72057      | 72320       | Mamers         | Saint-Calais                                                          | CC du Pays de l'Huisne Sarthoise                  | 5,98             | 68 (2022)                         | 11                 | modifier les données · modifier les données |
| Changé                        | 72058      | 72560       | Le Mans        | Changé                                                                | CC du Sud-Est du Pays Manceau                     | 35,06            | 6 803 (2022)                      | 194                | modifier les données · modifier les données |
| Chantenay-Villedieu           | 72059      | 72430       | La Flèche      | Loué                                                                  | LBN Communauté                                    | 27,74            | 816 (2022)                        | 29                 | modifier les données · modifier les données |
| La Chapelle-aux-Choux         | 72060      | 72800       | La Flèche      | Le Lude                                                               | CC Sud Sarthe                                     | 14,43            | 282 (2022)                        | 20                 | modifier les données · modifier les données |
| La Chapelle-d'Aligné          | 72061      | 72300       | La Flèche      | La Flèche                                                             | CC du Pays Fléchois                               | 33,04            | 1 725 (2022)                      | 52                 | modifier les données · modifier les données |
| La Chapelle-du-Bois           | 72062      | 72400       | Mamers         | La Ferté-Bernard                                                      | CC du Pays de l'Huisne Sarthoise                  | 16,53            | 779 (2022)                        | 47                 | modifier les données · modifier les données |
| La Chapelle-Huon              | 72064      | 72310       | Mamers         | Saint-Calais                                                          | CC des Vallées de la Braye et de l'Anille         | 18,65            | 517 (2022)                        | 28                 | modifier les données · modifier les données |
| La Chapelle-Saint-Aubin       | 72065      | 72650       | Le Mans        | Le Mans-2                                                             | CU Le Mans Métropole                              | 5,93             | 2 252 (2022)                      | 380                | modifier les données · modifier les données |
| La Chapelle-Saint-Fray        | 72066      | 72240       | Mamers         | Loué                                                                  | CC de la Champagne Conlinoise et du Pays de Sillé | 6,38             | 421 (2022)                        | 66                 | modifier les données · modifier les données |
| La Chapelle-Saint-Rémy        | 72067      | 72160       | Mamers         | La Ferté-Bernard                                                      | CC du Pays de l'Huisne Sarthoise                  | 19,20            | 998 (2022)                        | 52                 | modifier les données · modifier les données |
| La Chartre-sur-le-Loir        | 72068      | 72340       | La Flèche      | Montval-sur-Loir                                                      | CC Loir-Lucé-Bercé                                | 8,30             | 1 370 (2022)                      | 165                | modifier les données · modifier les données |
| Chassillé                     | 72070      | 72540       | La Flèche      | Loué                                                                  | LBN Communauté                                    | 7,27             | 250 (2022)                        | 34                 | modifier les données · modifier les données |
| Château-l'Hermitage           | 72072      | 72510       | La Flèche      | Le Lude                                                               | CC Sud Sarthe                                     | 9,39             | 255 (2022)                        | 27                 | modifier les données · modifier les données |
| Chaufour-Notre-Dame           | 72073      | 72550       | Le Mans        | Le Mans-7                                                             | CU Le Mans Métropole                              | 11,19            | 1 164 (2022)                      | 104                | modifier les données · modifier les données |
| Chemiré-en-Charnie            | 72074      | 72540       | La Flèche      | Loué                                                                  | LBN Communauté                                    | 11,47            | 213 (2022)                        | 19                 | modifier les données · modifier les données |
| Chemiré-le-Gaudin             | 72075      | 72210       | La Flèche      | La Suze-sur-Sarthe                                                    | CC du Val de Sarthe                               | 22,79            | 996 (2022)                        | 44                 | modifier les données · modifier les données |
| Chenay                        | 72076      | 72610       | Mamers         | Mamers                                                                | CU d'Alençon                                      | 2,16             | 259 (2022)                        | 120                | modifier les données · modifier les données |
| Chenu                         | 72077      | 72500       | La Flèche      | Le Lude                                                               | CC Sud Sarthe                                     | 30,56            | 436 (2022)                        | 14                 | modifier les données · modifier les données |
| Chérancé                      | 72078      | 72170       | Mamers         | Sillé-le-Guillaume                                                    | CC Haute Sarthe Alpes Mancelles                   | 10,38            | 353 (2022)                        | 34                 | modifier les données · modifier les données |
| Chérisay                      | 72079      | 72610       | Mamers         | Sillé-le-Guillaume                                                    | CC Haute Sarthe Alpes Mancelles                   | 7,99             | 308 (2022)                        | 39                 | modifier les données · modifier les données |
| Cherré-Au                     | 72080      | 72400       | Mamers         | La Ferté-Bernard                                                      | CC du Pays de l'Huisne Sarthoise                  | 30,37            | 2 746 (2022)                      | 90                 | modifier les données · modifier les données |
| Chevillé                      | 72083      | 72350       | La Flèche      | Loué                                                                  | LBN Communauté                                    | 14,23            | 357 (2022)                        | 25                 | modifier les données · modifier les données |
| Clermont-Créans               | 72084      | 72200       | La Flèche      | La Flèche                                                             | CC du Pays Fléchois                               | 17,82            | 1 276 (2022)                      | 72                 | modifier les données · modifier les données |
| Cogners                       | 72085      | 72310       | Mamers         | Saint-Calais                                                          | CC des Vallées de la Braye et de l'Anille         | 13,60            | 177 (2022)                        | 13                 | modifier les données · modifier les données |
| Commerveil                    | 72086      | 72600       | Mamers         | Mamers                                                                | CC Maine Saosnois                                 | 5,64             | 138 (2022)                        | 24                 | modifier les données · modifier les données |
| Conflans-sur-Anille           | 72087      | 72120       | Mamers         | Saint-Calais                                                          | CC des Vallées de la Braye et de l'Anille         | 30,80            | 460 (2022)                        | 15                 | modifier les données · modifier les données |
| Congé-sur-Orne                | 72088      | 72290       | Mamers         | Mamers                                                                | CC Maine Saosnois                                 | 11,24            | 320 (2022)                        | 28                 | modifier les données · modifier les données |
| Conlie                        | 72089      | 72240       | Mamers         | Loué                                                                  | CC de la Champagne Conlinoise et du Pays de Sillé | 17,16            | 1 828 (2022)                      | 107                | modifier les données · modifier les données |
| Connerré                      | 72090      | 72160       | Mamers         | Savigné-l'Évêque                                                      | CC Le Gesnois Bilurien                            | 16,60            | 2 838 (2022)                      | 171                | modifier les données · modifier les données |
| Contilly                      | 72091      | 72600       | Mamers         | Mamers                                                                | CC Maine Saosnois                                 | 12,48            | 135 (2022)                        | 11                 | modifier les données · modifier les données |
| Cormes                        | 72093      | 72400       | Mamers         | La Ferté-Bernard                                                      | CC du Pays de l'Huisne Sarthoise                  | 19,00            | 886 (2022)                        | 47                 | modifier les données · modifier les données |
| Coudrecieux                   | 72094      | 72440       | Mamers         | Saint-Calais                                                          | CC Le Gesnois Bilurien                            | 24,27            | 638 (2022)                        | 26                 | modifier les données · modifier les données |
| Coulaines                     | 72095      | 72190       | Le Mans        | Le Mans-4                                                             | CU Le Mans Métropole                              | 3,93             | 8 049 (2022)                      | 2 048              | modifier les données · modifier les données |
| Coulans-sur-Gée               | 72096      | 72550       | La Flèche      | Loué                                                                  | LBN Communauté                                    | 27,48            | 1 619 (2022)                      | 59                 | modifier les données · modifier les données |
| Coulongé                      | 72098      | 72800       | La Flèche      | Le Lude                                                               | CC Sud Sarthe                                     | 15,05            | 512 (2022)                        | 34                 | modifier les données · modifier les données |
| Courcebœufs                   | 72099      | 72290       | Le Mans        | Bonnétable                                                            | CC Maine Cœur de Sarthe                           | 16,83            | 641 (2022)                        | 38                 | modifier les données · modifier les données |
| Courcelles-la-Forêt           | 72100      | 72270       | La Flèche      | La Flèche                                                             | CC du Pays Fléchois                               | 19,60            | 403 (2022)                        | 21                 | modifier les données · modifier les données |
| Courcemont                    | 72101      | 72110       | Mamers         | Bonnétable                                                            | CC Maine Saosnois                                 | 19,26            | 670 (2022)                        | 35                 | modifier les données · modifier les données |
| Courcival                     | 72102      | 72110       | Mamers         | Bonnétable                                                            | CC Maine Saosnois                                 | 8,94             | 83 (2022)                         | 9,3                | modifier les données · modifier les données |
| Courdemanche                  | 72103      | 72150       | La Flèche      | Montval-sur-Loir                                                      | CC Loir-Lucé-Bercé                                | 24,02            | 614 (2022)                        | 26                 | modifier les données · modifier les données |
| Courgains                     | 72104      | 72260       | Mamers         | Mamers                                                                | CC Maine Saosnois                                 | 14,66            | 585 (2022)                        | 40                 | modifier les données · modifier les données |
| Courgenard                    | 72105      | 72320       | Mamers         | Saint-Calais                                                          | CC du Pays de l'Huisne Sarthoise                  | 11,32            | 460 (2022)                        | 41                 | modifier les données · modifier les données |
| Courtillers                   | 72106      | 72300       | La Flèche      | Sablé-sur-Sarthe                                                      | CC du Pays Sabolien                               | 7,24             | 910 (2022)                        | 126                | modifier les données · modifier les données |
| Crannes-en-Champagne          | 72107      | 72540       | La Flèche      | Loué                                                                  | LBN Communauté                                    | 11,97            | 341 (2022)                        | 28                 | modifier les données · modifier les données |
| Crissé                        | 72109      | 72140       | Mamers         | Sillé-le-Guillaume                                                    | CC de la Champagne Conlinoise et du Pays de Sillé | 20,83            | 544 (2022)                        | 26                 | modifier les données · modifier les données |
| Crosmières                    | 72110      | 72200       | La Flèche      | La Flèche                                                             | CC du Pays Fléchois                               | 20,45            | 993 (2022)                        | 49                 | modifier les données · modifier les données |
| Cures                         | 72111      | 72240       | Mamers         | Loué                                                                  | CC de la Champagne Conlinoise et du Pays de Sillé | 11,50            | 490 (2022)                        | 43                 | modifier les données · modifier les données |
| Dangeul                       | 72112      | 72260       | Mamers         | Mamers                                                                | CC Maine Saosnois                                 | 13,64            | 482 (2022)                        | 35                 | modifier les données · modifier les données |
| Degré                         | 72113      | 72550       | Mamers         | Loué                                                                  | CC de la Champagne Conlinoise et du Pays de Sillé | 9,83             | 746 (2022)                        | 76                 | modifier les données · modifier les données |
| Dehault                       | 72114      | 72400       | Mamers         | La Ferté-Bernard                                                      | CC du Pays de l'Huisne Sarthoise                  | 8,94             | 250 (2022)                        | 28                 | modifier les données · modifier les données |
| Dissay-sous-Courcillon        | 72115      | 72500       | La Flèche      | Montval-sur-Loir                                                      | CC Loir-Lucé-Bercé                                | 34,92            | 942 (2022)                        | 27                 | modifier les données · modifier les données |
| Dollon                        | 72118      | 72390       | Mamers         | Saint-Calais                                                          | CC des Vallées de la Braye et de l'Anille         | 25,33            | 1 433 (2022)                      | 57                 | modifier les données · modifier les données |
| Domfront-en-Champagne         | 72119      | 72240       | Mamers         | Loué                                                                  | CC de la Champagne Conlinoise et du Pays de Sillé | 20,97            | 1 062 (2022)                      | 51                 | modifier les données · modifier les données |
| Doucelles                     | 72120      | 72170       | Mamers         | Sillé-le-Guillaume                                                    | CC Haute Sarthe Alpes Mancelles                   | 4,48             | 225 (2022)                        | 50                 | modifier les données · modifier les données |
| Douillet                      | 72121      | 72130       | Mamers         | Sillé-le-Guillaume                                                    | CC Haute Sarthe Alpes Mancelles                   | 18,99            | 318 (2022)                        | 17                 | modifier les données · modifier les données |
| Duneau                        | 72122      | 72160       | Mamers         | La Ferté-Bernard                                                      | CC du Pays de l'Huisne Sarthoise                  | 12,82            | 1 076 (2022)                      | 84                 | modifier les données · modifier les données |
| Dureil                        | 72123      | 72270       | La Flèche      | Sablé-sur-Sarthe                                                      | CC du Pays Sabolien                               | 7,96             | 61 (2022)                         | 7,7                | modifier les données · modifier les données |
| Écommoy                       | 72124      | 72220       | Le Mans        | Écommoy                                                               | CC d'Orée de Bercé - Belinois                     | 28,50            | 4 818 (2022)                      | 169                | modifier les données · modifier les données |
| Écorpain                      | 72125      | 72120       | Mamers         | Saint-Calais                                                          | CC des Vallées de la Braye et de l'Anille         | 21,26            | 304 (2022)                        | 14                 | modifier les données · modifier les données |
| Épineu-le-Chevreuil           | 72126      | 72540       | La Flèche      | Loué                                                                  | LBN Communauté                                    | 14,70            | 290 (2022)                        | 20                 | modifier les données · modifier les données |
| Étival-lès-le-Mans            | 72127      | 72700       | La Flèche      | La Suze-sur-Sarthe                                                    | CC du Val de Sarthe                               | 10,34            | 1 852 (2022)                      | 179                | modifier les données · modifier les données |
| Fatines                       | 72129      | 72470       | Mamers         | Savigné-l'Évêque                                                      | CU Le Mans Métropole                              | 5,44             | 905 (2022)                        | 166                | modifier les données · modifier les données |
| Fay                           | 72130      | 72550       | Le Mans        | Le Mans-7                                                             | CU Le Mans Métropole                              | 9,48             | 736 (2022)                        | 78                 | modifier les données · modifier les données |
| Fercé-sur-Sarthe              | 72131      | 72430       | La Flèche      | La Suze-sur-Sarthe                                                    | CC du Val de Sarthe                               | 12,11            | 577 (2022)                        | 48                 | modifier les données · modifier les données |
| La Ferté-Bernard              | 72132      | 72400       | Mamers         | La Ferté-Bernard                                                      | CC du Pays de l'Huisne Sarthoise                  | 14,96            | 8 769 (2022)                      | 586                | modifier les données · modifier les données |
| Fillé                         | 72133      | 72210       | La Flèche      | La Suze-sur-Sarthe                                                    | CC du Val de Sarthe                               | 10,07            | 1 543 (2022)                      | 153                | modifier les données · modifier les données |
| La Flèche                     | 72154      | 72200       | La Flèche      | La Flèche                                                             | CC du Pays Fléchois                               | 74,21            | 15 081 (2022)                     | 203                | modifier les données · modifier les données |
| Flée                          | 72134      | 72500       | La Flèche      | Montval-sur-Loir                                                      | CC Loir-Lucé-Bercé                                | 17,54            | 525 (2022)                        | 30                 | modifier les données · modifier les données |
| La Fontaine-Saint-Martin      | 72135      | 72330       | La Flèche      | Le Lude                                                               | CC du Pays Fléchois                               | 13,72            | 600 (2022)                        | 44                 | modifier les données · modifier les données |
| Fontenay-sur-Vègre            | 72136      | 72350       | La Flèche      | Loué                                                                  | LBN Communauté                                    | 11,46            | 309 (2022)                        | 27                 | modifier les données · modifier les données |
| Fresnay-sur-Sarthe            | 72138      | 72130       | Mamers         | Sillé-le-Guillaume                                                    | CC Haute Sarthe Alpes Mancelles                   | 29,20            | 2 909 (2022)                      | 100                | modifier les données · modifier les données |
| Fyé                           | 72139      | 72610       | Mamers         | Sillé-le-Guillaume                                                    | CC Haute Sarthe Alpes Mancelles                   | 16,31            | 995 (2022)                        | 61                 | modifier les données · modifier les données |
| Gesnes-le-Gandelin            | 72141      | 72130       | Mamers         | Sillé-le-Guillaume                                                    | CC Haute Sarthe Alpes Mancelles                   | 12,88            | 889 (2022)                        | 69                 | modifier les données · modifier les données |
| Le Grand-Lucé                 | 72143      | 72150       | La Flèche      | Montval-sur-Loir                                                      | CC Loir-Lucé-Bercé                                | 27,26            | 1 941 (2022)                      | 71                 | modifier les données · modifier les données |
| Grandchamp                    | 72142      | 72610       | Mamers         | Sillé-le-Guillaume                                                    | CC Haute Sarthe Alpes Mancelles                   | 5,38             | 141 (2022)                        | 26                 | modifier les données · modifier les données |
| Gréez-sur-Roc                 | 72144      | 72320       | Mamers         | Saint-Calais                                                          | CC du Pays de l'Huisne Sarthoise                  | 25,38            | 339 (2022)                        | 13                 | modifier les données · modifier les données |
| Le Grez                       | 72145      | 72140       | Mamers         | Sillé-le-Guillaume                                                    | CC de la Champagne Conlinoise et du Pays de Sillé | 7,45             | 384 (2022)                        | 52                 | modifier les données · modifier les données |
| Guécélard                     | 72146      | 72230       | La Flèche      | La Suze-sur-Sarthe                                                    | CC du Val de Sarthe                               | 12,18            | 3 200 (2022)                      | 263                | modifier les données · modifier les données |
| La Guierche                   | 72147      | 72380       | Le Mans        | Bonnétable                                                            | CC Maine Cœur de Sarthe                           | 7,88             | 1 285 (2022)                      | 163                | modifier les données · modifier les données |
| Jauzé                         | 72148      | 72110       | Mamers         | Bonnétable                                                            | CC Maine Saosnois                                 | 5,68             | 80 (2022)                         | 14                 | modifier les données · modifier les données |
| Joué-en-Charnie               | 72149      | 72540       | La Flèche      | Loué                                                                  | LBN Communauté                                    | 23,53            | 597 (2022)                        | 25                 | modifier les données · modifier les données |
| Joué-l'Abbé                   | 72150      | 72380       | Le Mans        | Bonnétable                                                            | CC Maine Cœur de Sarthe                           | 10,39            | 1 275 (2022)                      | 123                | modifier les données · modifier les données |
| Juigné-sur-Sarthe             | 72151      | 72300       | La Flèche      | Sablé-sur-Sarthe                                                      | CC du Pays Sabolien                               | 20,66            | 1 142 (2022)                      | 55                 | modifier les données · modifier les données |
| Juillé                        | 72152      | 72170       | Mamers         | Sillé-le-Guillaume                                                    | CC Haute Sarthe Alpes Mancelles                   | 5,72             | 412 (2022)                        | 72                 | modifier les données · modifier les données |
| Jupilles                      | 72153      | 72500       | La Flèche      | Montval-sur-Loir                                                      | CC Loir-Lucé-Bercé                                | 26,41            | 552 (2022)                        | 21                 | modifier les données · modifier les données |
| Laigné-Saint-Gervais          | 72155      | 72220       | Le Mans        | Écommoy                                                               | CC d'Orée de Bercé - Belinois                     | 22,25            | 4 260 (2022)                      | 191                | modifier les données · modifier les données |
| Lamnay                        | 72156      | 72320       | Mamers         | Saint-Calais                                                          | CC du Pays de l'Huisne Sarthoise                  | 22,09            | 920 (2022)                        | 42                 | modifier les données · modifier les données |
| Lavardin                      | 72157      | 72240       | Mamers         | Loué                                                                  | CC de la Champagne Conlinoise et du Pays de Sillé | 7,63             | 695 (2022)                        | 91                 | modifier les données · modifier les données |
| Lavaré                        | 72158      | 72390       | Mamers         | Saint-Calais                                                          | CC des Vallées de la Braye et de l'Anille         | 22,88            | 817 (2022)                        | 36                 | modifier les données · modifier les données |
| Lavernat                      | 72160      | 72500       | La Flèche      | Montval-sur-Loir                                                      | CC Loir-Lucé-Bercé                                | 22,64            | 585 (2022)                        | 26                 | modifier les données · modifier les données |
| Lhomme                        | 72161      | 72340       | La Flèche      | Montval-sur-Loir                                                      | CC Loir-Lucé-Bercé                                | 18,32            | 938 (2022)                        | 51                 | modifier les données · modifier les données |
| Ligron                        | 72163      | 72270       | La Flèche      | La Flèche                                                             | CC du Pays Fléchois                               | 13,48            | 484 (2022)                        | 36                 | modifier les données · modifier les données |
| Livet-en-Saosnois             | 72164      | 72610       | Mamers         | Sillé-le-Guillaume                                                    | CC Haute Sarthe Alpes Mancelles                   | 1,60             | 65 (2022)                         | 41                 | modifier les données · modifier les données |
| Loir en Vallée                | 72262      | 72310 72340 | La Flèche      | Montval-sur-Loir                                                      | CC Loir-Lucé-Bercé                                | 64,76            | 2 052 (2022)                      | 32                 | modifier les données · modifier les données |
| Lombron                       | 72165      | 72450       | Mamers         | Savigné-l'Évêque                                                      | CC Le Gesnois Bilurien                            | 24,11            | 1 937 (2022)                      | 80                 | modifier les données · modifier les données |
| Longnes                       | 72166      | 72540       | La Flèche      | Loué                                                                  | LBN Communauté                                    | 6,40             | 295 (2022)                        | 46                 | modifier les données · modifier les données |
| Louailles                     | 72167      | 72300       | La Flèche      | Sablé-sur-Sarthe                                                      | CC du Pays Sabolien                               | 10,49            | 703 (2022)                        | 67                 | modifier les données · modifier les données |
| Loué                          | 72168      | 72540       | La Flèche      | Loué                                                                  | LBN Communauté                                    | 15,85            | 2 100 (2022)                      | 132                | modifier les données · modifier les données |
| Louplande                     | 72169      | 72210       | La Flèche      | La Suze-sur-Sarthe                                                    | CC du Val de Sarthe                               | 18,47            | 1 496 (2022)                      | 81                 | modifier les données · modifier les données |
| Louvigny                      | 72170      | 72600       | Mamers         | Mamers                                                                | CC Maine Saosnois                                 | 8,71             | 175 (2022)                        | 20                 | modifier les données · modifier les données |
| Louzes                        | 72171      | 72600       | Mamers         | Mamers                                                                | CC Maine Saosnois                                 | 8,24             | 104 (2022)                        | 13                 | modifier les données · modifier les données |
| Le Luart                      | 72172      | 72390       | Mamers         | La Ferté-Bernard                                                      | CC du Pays de l'Huisne Sarthoise                  | 12,23            | 1 454 (2022)                      | 119                | modifier les données · modifier les données |
| Lucé-sous-Ballon              | 72174      | 72290       | Mamers         | Mamers                                                                | CC Maine Saosnois                                 | 6,78             | 105 (2022)                        | 15                 | modifier les données · modifier les données |
| Luceau                        | 72173      | 72500       | La Flèche      | Montval-sur-Loir                                                      | CC Loir-Lucé-Bercé                                | 18,77            | 1 233 (2022)                      | 66                 | modifier les données · modifier les données |
| Luché-Pringé                  | 72175      | 72800       | La Flèche      | Le Lude                                                               | CC Sud Sarthe                                     | 49,39            | 1 524 (2022)                      | 31                 | modifier les données · modifier les données |
| Le Lude                       | 72176      | 72800       | La Flèche      | Le Lude                                                               | CC Sud Sarthe                                     | 68,36            | 4 016 (2022)                      | 59                 | modifier les données · modifier les données |
| Maigné                        | 72177      | 72210       | La Flèche      | Loué                                                                  | LBN Communauté                                    | 11,50            | 336 (2022)                        | 29                 | modifier les données · modifier les données |
| Maisoncelles                  | 72178      | 72440       | Mamers         | Saint-Calais                                                          | CC Le Gesnois Bilurien                            | 11,10            | 197 (2022)                        | 18                 | modifier les données · modifier les données |
| Malicorne-sur-Sarthe          | 72179      | 72270       | La Flèche      | La Suze-sur-Sarthe                                                    | CC du Val de Sarthe                               | 15,13            | 1 881 (2022)                      | 124                | modifier les données · modifier les données |
| Mamers                        | 72180      | 72600       | Mamers         | Mamers                                                                | CC Maine Saosnois                                 | 5,05             | 5 080 (2022)                      | 1 006              | modifier les données · modifier les données |
| Mansigné                      | 72182      | 72510       | La Flèche      | Le Lude                                                               | CC Sud Sarthe                                     | 36,31            | 1 550 (2022)                      | 43                 | modifier les données · modifier les données |
| Marçon                        | 72183      | 72340       | La Flèche      | Montval-sur-Loir                                                      | CC Loir-Lucé-Bercé                                | 30,05            | 1 063 (2022)                      | 35                 | modifier les données · modifier les données |
| Mareil-en-Champagne           | 72184      | 72540       | La Flèche      | Loué                                                                  | LBN Communauté                                    | 7,97             | 346 (2022)                        | 43                 | modifier les données · modifier les données |
| Mareil-sur-Loir               | 72185      | 72200       | La Flèche      | La Flèche                                                             | CC du Pays Fléchois                               | 11,83            | 658 (2022)                        | 56                 | modifier les données · modifier les données |
| Maresché                      | 72186      | 72170       | Mamers         | Sillé-le-Guillaume                                                    | CC Haute Sarthe Alpes Mancelles                   | 15,01            | 879 (2022)                        | 59                 | modifier les données · modifier les données |
| Marigné-Laillé                | 72187      | 72220       | Le Mans        | Écommoy                                                               | CC d'Orée de Bercé - Belinois                     | 32,73            | 1 618 (2022)                      | 49                 | modifier les données · modifier les données |
| Marolles-les-Braults          | 72189      | 72260       | Mamers         | Mamers                                                                | CC Maine Saosnois                                 | 24,19            | 2 038 (2022)                      | 84                 | modifier les données · modifier les données |
| Marolles-lès-Saint-Calais     | 72190      | 72120       | Mamers         | Saint-Calais                                                          | CC des Vallées de la Braye et de l'Anille         | 12,15            | 287 (2022)                        | 24                 | modifier les données · modifier les données |
| Marollette                    | 72188      | 72600       | Mamers         | Mamers                                                                | CC Maine Saosnois                                 | 5,70             | 159 (2022)                        | 28                 | modifier les données · modifier les données |
| Mayet                         | 72191      | 72360       | La Flèche      | Le Lude                                                               | CC Sud Sarthe                                     | 53,96            | 3 186 (2022)                      | 59                 | modifier les données · modifier les données |
| Les Mées                      | 72192      | 72260       | Mamers         | Mamers                                                                | CC Maine Saosnois                                 | 6,80             | 105 (2022)                        | 15                 | modifier les données · modifier les données |
| Melleray                      | 72193      | 72320       | Mamers         | Saint-Calais                                                          | CC du Pays de l'Huisne Sarthoise                  | 25,90            | 446 (2022)                        | 17                 | modifier les données · modifier les données |
| Meurcé                        | 72194      | 72170       | Mamers         | Mamers                                                                | CC Maine Saosnois                                 | 6,16             | 272 (2022)                        | 44                 | modifier les données · modifier les données |
| Mézeray                       | 72195      | 72270       | La Flèche      | La Suze-sur-Sarthe                                                    | CC du Val de Sarthe                               | 32,95            | 1 853 (2022)                      | 56                 | modifier les données · modifier les données |
| Mézières-sous-Lavardin        | 72197      | 72240       | Mamers         | Loué                                                                  | CC de la Champagne Conlinoise et du Pays de Sillé | 15,31            | 679 (2022)                        | 44                 | modifier les données · modifier les données |
| Mézières-sur-Ponthouin        | 72196      | 72290       | Mamers         | Mamers                                                                | CC Maine Saosnois                                 | 17,88            | 735 (2022)                        | 41                 | modifier les données · modifier les données |
| La Milesse                    | 72198      | 72650       | Le Mans        | Le Mans-2                                                             | CU Le Mans Métropole                              | 10,41            | 2 631 (2022)                      | 253                | modifier les données · modifier les données |
| Moitron-sur-Sarthe            | 72199      | 72170       | Mamers         | Sillé-le-Guillaume                                                    | CC Haute Sarthe Alpes Mancelles                   | 10,32            | 266 (2022)                        | 26                 | modifier les données · modifier les données |
| Moncé-en-Belin                | 72200      | 72230       | Le Mans        | Écommoy                                                               | CC d'Orée de Bercé - Belinois                     | 17,49            | 3 699 (2022)                      | 211                | modifier les données · modifier les données |
| Moncé-en-Saosnois             | 72201      | 72260       | Mamers         | Mamers                                                                | CC Maine Saosnois                                 | 8,81             | 234 (2022)                        | 27                 | modifier les données · modifier les données |
| Monhoudou                     | 72202      | 72260       | Mamers         | Mamers                                                                | CC Maine Saosnois                                 | 7,52             | 207 (2022)                        | 28                 | modifier les données · modifier les données |
| Mont-Saint-Jean               | 72211      | 72140       | Mamers         | Sillé-le-Guillaume                                                    | CC de la Champagne Conlinoise et du Pays de Sillé | 42,31            | 633 (2022)                        | 15                 | modifier les données · modifier les données |
| Montaillé                     | 72204      | 72120       | Mamers         | Saint-Calais                                                          | CC des Vallées de la Braye et de l'Anille         | 30,18            | 517 (2022)                        | 17                 | modifier les données · modifier les données |
| Montbizot                     | 72205      | 72380       | Le Mans        | Bonnétable                                                            | CC Maine Cœur de Sarthe                           | 11,38            | 1 833 (2022)                      | 161                | modifier les données · modifier les données |
| Montfort-le-Gesnois           | 72241      | 72450       | Mamers         | Savigné-l'Évêque                                                      | CC Le Gesnois Bilurien                            | 18,74            | 2 928 (2022)                      | 156                | modifier les données · modifier les données |
| Montmirail                    | 72208      | 72320       | Mamers         | Saint-Calais                                                          | CC du Pays de l'Huisne Sarthoise                  | 12,53            | 369 (2022)                        | 29                 | modifier les données · modifier les données |
| Montreuil-le-Chétif           | 72209      | 72130       | Mamers         | Sillé-le-Guillaume                                                    | CC Haute Sarthe Alpes Mancelles                   | 14,64            | 313 (2022)                        | 21                 | modifier les données · modifier les données |
| Montreuil-le-Henri            | 72210      | 72150       | La Flèche      | Montval-sur-Loir                                                      | CC Loir-Lucé-Bercé                                | 14,39            | 299 (2022)                        | 21                 | modifier les données · modifier les données |
| Montval-sur-Loir              | 72071      | 72500       | La Flèche      | Montval-sur-Loir                                                      | CC Loir-Lucé-Bercé                                | 26,99            | 5 707 (2022)                      | 211                | modifier les données · modifier les données |
| Moulins-le-Carbonnel          | 72212      | 72130       | Mamers         | Sillé-le-Guillaume                                                    | CC Haute Sarthe Alpes Mancelles                   | 16,31            | 697 (2022)                        | 43                 | modifier les données · modifier les données |
| Mulsanne                      | 72213      | 72230       | Le Mans        | Écommoy                                                               | CU Le Mans Métropole                              | 15,25            | 5 299 (2022)                      | 347                | modifier les données · modifier les données |
| Nauvay                        | 72214      | 72260       | Mamers         | Mamers                                                                | CC Maine Saosnois                                 | 2,71             | 12 (2022)                         | 4,4                | modifier les données · modifier les données |
| Neufchâtel-en-Saosnois        | 72215      | 72600       | Mamers         | Mamers                                                                | CC Maine Saosnois                                 | 23,41            | 1 023 (2022)                      | 44                 | modifier les données · modifier les données |
| Neuvillalais                  | 72216      | 72240       | Mamers         | Loué                                                                  | CC de la Champagne Conlinoise et du Pays de Sillé | 18,86            | 593 (2022)                        | 31                 | modifier les données · modifier les données |
| Neuville-sur-Sarthe           | 72217      | 72190       | Le Mans        | Bonnétable                                                            | CC Maine Cœur de Sarthe                           | 22,94            | 2 463 (2022)                      | 107                | modifier les données · modifier les données |
| Neuvillette-en-Charnie        | 72218      | 72140       | Mamers         | Sillé-le-Guillaume                                                    | CC de la Champagne Conlinoise et du Pays de Sillé | 14,54            | 302 (2022)                        | 21                 | modifier les données · modifier les données |
| Nogent-le-Bernard             | 72220      | 72110       | Mamers         | Bonnétable                                                            | CC Maine Saosnois                                 | 30,26            | 876 (2022)                        | 29                 | modifier les données · modifier les données |
| Nogent-sur-Loir               | 72221      | 72500       | La Flèche      | Montval-sur-Loir                                                      | CC Loir-Lucé-Bercé                                | 10,81            | 361 (2022)                        | 33                 | modifier les données · modifier les données |
| Notre-Dame-du-Pé              | 72232      | 72300       | La Flèche      | Sablé-sur-Sarthe                                                      | CC du Pays Sabolien                               | 7,75             | 707 (2022)                        | 91                 | modifier les données · modifier les données |
| Nouans                        | 72222      | 72260       | Mamers         | Mamers                                                                | CC Maine Saosnois                                 | 9,96             | 255 (2022)                        | 26                 | modifier les données · modifier les données |
| Noyen-sur-Sarthe              | 72223      | 72430       | La Flèche      | Loué                                                                  | LBN Communauté                                    | 43,58            | 2 585 (2022)                      | 59                 | modifier les données · modifier les données |
| Nuillé-le-Jalais              | 72224      | 72370       | Mamers         | Savigné-l'Évêque                                                      | CC Le Gesnois Bilurien                            | 5,82             | 529 (2022)                        | 91                 | modifier les données · modifier les données |
| Oisseau-le-Petit              | 72225      | 72610       | Mamers         | Sillé-le-Guillaume                                                    | CC Haute Sarthe Alpes Mancelles                   | 8,60             | 671 (2022)                        | 78                 | modifier les données · modifier les données |
| Oizé                          | 72226      | 72330       | La Flèche      | Le Lude                                                               | CC du Pays Fléchois                               | 16,91            | 1 325 (2022)                      | 78                 | modifier les données · modifier les données |
| Panon                         | 72227      | 72600       | Mamers         | Mamers                                                                | CC Maine Saosnois                                 | 2,37             | 33 (2022)                         | 14                 | modifier les données · modifier les données |
| Parcé-sur-Sarthe              | 72228      | 72300       | La Flèche      | Sablé-sur-Sarthe                                                      | CC du Pays Sabolien                               | 40,58            | 1 998 (2022)                      | 49                 | modifier les données · modifier les données |
| Parennes                      | 72229      | 72140       | Mamers         | Sillé-le-Guillaume                                                    | CC de la Champagne Conlinoise et du Pays de Sillé | 14,50            | 449 (2022)                        | 31                 | modifier les données · modifier les données |
| Parigné-l'Évêque              | 72231      | 72250       | Le Mans        | Changé                                                                | CC du Sud-Est du Pays Manceau                     | 63,40            | 5 367 (2022)                      | 85                 | modifier les données · modifier les données |
| Parigné-le-Pôlin              | 72230      | 72330       | La Flèche      | La Suze-sur-Sarthe                                                    | CC du Val de Sarthe                               | 13,85            | 1 038 (2022)                      | 75                 | modifier les données · modifier les données |
| Peray                         | 72233      | 72260       | Mamers         | Mamers                                                                | CC Maine Saosnois                                 | 2,45             | 71 (2022)                         | 29                 | modifier les données · modifier les données |
| Pezé-le-Robert                | 72234      | 72140       | Mamers         | Sillé-le-Guillaume                                                    | CC de la Champagne Conlinoise et du Pays de Sillé | 16,35            | 346 (2022)                        | 21                 | modifier les données · modifier les données |
| Piacé                         | 72235      | 72170       | Mamers         | Sillé-le-Guillaume                                                    | CC Haute Sarthe Alpes Mancelles                   | 10,12            | 373 (2022)                        | 37                 | modifier les données · modifier les données |
| Pincé                         | 72236      | 72300       | La Flèche      | Sablé-sur-Sarthe                                                      | CC du Pays Sabolien                               | 5,76             | 191 (2022)                        | 33                 | modifier les données · modifier les données |
| Pirmil                        | 72237      | 72430       | La Flèche      | Loué                                                                  | LBN Communauté                                    | 17,40            | 505 (2022)                        | 29                 | modifier les données · modifier les données |
| Pizieux                       | 72238      | 72600       | Mamers         | Mamers                                                                | CC Maine Saosnois                                 | 4,51             | 74 (2022)                         | 16                 | modifier les données · modifier les données |
| Poillé-sur-Vègre              | 72239      | 72350       | La Flèche      | Loué                                                                  | LBN Communauté                                    | 17,57            | 597 (2022)                        | 34                 | modifier les données · modifier les données |
| Pontvallain                   | 72243      | 72510       | La Flèche      | Le Lude                                                               | CC Sud Sarthe                                     | 34,88            | 1 614 (2022)                      | 46                 | modifier les données · modifier les données |
| Précigné                      | 72244      | 72300       | La Flèche      | Sablé-sur-Sarthe                                                      | CC du Pays Sabolien                               | 57,85            | 2 900 (2022)                      | 50                 | modifier les données · modifier les données |
| Préval                        | 72245      | 72400       | Mamers         | La Ferté-Bernard                                                      | CC du Pays de l'Huisne Sarthoise                  | 7,62             | 669 (2022)                        | 88                 | modifier les données · modifier les données |
| Prévelles                     | 72246      | 72110       | Mamers         | La Ferté-Bernard                                                      | CC du Pays de l'Huisne Sarthoise                  | 4,81             | 193 (2022)                        | 40                 | modifier les données · modifier les données |
| Pruillé-l'Éguillé             | 72248      | 72150       | La Flèche      | Montval-sur-Loir                                                      | CC Loir-Lucé-Bercé                                | 21,18            | 808 (2022)                        | 38                 | modifier les données · modifier les données |
| Pruillé-le-Chétif             | 72247      | 72700       | Le Mans        | Le Mans-7                                                             | CU Le Mans Métropole                              | 10,30            | 1 333 (2022)                      | 129                | modifier les données · modifier les données |
| La Quinte                     | 72249      | 72550       | Mamers         | Loué                                                                  | CC de la Champagne Conlinoise et du Pays de Sillé | 8,81             | 805 (2022)                        | 91                 | modifier les données · modifier les données |
| Rahay                         | 72250      | 72120       | Mamers         | Saint-Calais                                                          | CC des Vallées de la Braye et de l'Anille         | 18,94            | 160 (2022)                        | 8,4                | modifier les données · modifier les données |
| René                          | 72251      | 72260       | Mamers         | Mamers                                                                | CC Maine Saosnois                                 | 12,52            | 390 (2022)                        | 31                 | modifier les données · modifier les données |
| Requeil                       | 72252      | 72510       | La Flèche      | Le Lude                                                               | CC Sud Sarthe                                     | 13,89            | 1 108 (2022)                      | 80                 | modifier les données · modifier les données |
| Roëzé-sur-Sarthe              | 72253      | 72210       | La Flèche      | La Suze-sur-Sarthe                                                    | CC du Val de Sarthe                               | 26,46            | 2 546 (2022)                      | 96                 | modifier les données · modifier les données |
| Rouessé-Fontaine              | 72254      | 72610       | Mamers         | Sillé-le-Guillaume                                                    | CC Haute Sarthe Alpes Mancelles                   | 12,48            | 263 (2022)                        | 21                 | modifier les données · modifier les données |
| Rouessé-Vassé                 | 72255      | 72140       | Mamers         | Sillé-le-Guillaume                                                    | CC de la Champagne Conlinoise et du Pays de Sillé | 31,49            | 791 (2022)                        | 25                 | modifier les données · modifier les données |
| Rouez                         | 72256      | 72140       | Mamers         | Sillé-le-Guillaume                                                    | CC de la Champagne Conlinoise et du Pays de Sillé | 33,65            | 808 (2022)                        | 24                 | modifier les données · modifier les données |
| Rouillon                      | 72257      | 72700       | Le Mans        | Le Mans-1                                                             | CU Le Mans Métropole                              | 9,15             | 2 352 (2022)                      | 257                | modifier les données · modifier les données |
| Rouperroux-le-Coquet          | 72259      | 72110       | Mamers         | Bonnétable                                                            | CC Maine Saosnois                                 | 12,07            | 270 (2022)                        | 22                 | modifier les données · modifier les données |
| Ruaudin                       | 72260      | 72230       | Le Mans        | Écommoy                                                               | CU Le Mans Métropole                              | 13,78            | 3 492 (2022)                      | 253                | modifier les données · modifier les données |
| Ruillé-en-Champagne           | 72261      | 72240       | Mamers         | Loué                                                                  | CC de la Champagne Conlinoise et du Pays de Sillé | 14,93            | 301 (2022)                        | 20                 | modifier les données · modifier les données |
| Sablé-sur-Sarthe              | 72264      | 72300       | La Flèche      | Sablé-sur-Sarthe                                                      | CC du Pays Sabolien                               | 36,92            | 12 194 (2022)                     | 330                | modifier les données · modifier les données |
| Saint-Aignan                  | 72265      | 72110       | Mamers         | Mamers                                                                | CC Maine Saosnois                                 | 15,13            | 246 (2022)                        | 16                 | modifier les données · modifier les données |
| Saint-Aubin-de-Locquenay      | 72266      | 72130       | Mamers         | Sillé-le-Guillaume                                                    | CC Haute Sarthe Alpes Mancelles                   | 17,31            | 764 (2022)                        | 44                 | modifier les données · modifier les données |
| Saint-Aubin-des-Coudrais      | 72267      | 72400       | Mamers         | La Ferté-Bernard                                                      | CC du Pays de l'Huisne Sarthoise                  | 17,42            | 916 (2022)                        | 53                 | modifier les données · modifier les données |
| Saint-Biez-en-Belin           | 72268      | 72220       | Le Mans        | Écommoy                                                               | CC d'Orée de Bercé - Belinois                     | 9,27             | 709 (2022)                        | 76                 | modifier les données · modifier les données |
| Saint-Calais                  | 72269      | 72120       | Mamers         | Saint-Calais                                                          | CC des Vallées de la Braye et de l'Anille         | 22,76            | 2 969 (2022)                      | 130                | modifier les données · modifier les données |
| Saint-Calez-en-Saosnois       | 72270      | 72600       | Mamers         | Mamers                                                                | CC Maine Saosnois                                 | 7,19             | 185 (2022)                        | 26                 | modifier les données · modifier les données |
| Saint-Célerin                 | 72271      | 72110       | Mamers         | Savigné-l'Évêque                                                      | CC Le Gesnois Bilurien                            | 13,47            | 881 (2022)                        | 65                 | modifier les données · modifier les données |
| Saint-Christophe-du-Jambet    | 72273      | 72170       | Mamers         | Sillé-le-Guillaume                                                    | CC Haute Sarthe Alpes Mancelles                   | 11,24            | 231 (2022)                        | 21                 | modifier les données · modifier les données |
| Saint-Christophe-en-Champagne | 72274      | 72540       | La Flèche      | Loué                                                                  | LBN Communauté                                    | 7,81             | 214 (2022)                        | 27                 | modifier les données · modifier les données |
| Saint-Corneille               | 72275      | 72460       | Mamers         | Savigné-l'Évêque                                                      | CC Le Gesnois Bilurien                            | 11,16            | 1 517 (2022)                      | 136                | modifier les données · modifier les données |
| Saint-Cosme-en-Vairais        | 72276      | 72110       | Mamers         | Mamers                                                                | CC Maine Saosnois                                 | 32,63            | 1 884 (2022)                      | 58                 | modifier les données · modifier les données |
| Saint-Denis-d'Orques          | 72278      | 72350       | La Flèche      | Loué                                                                  | LBN Communauté                                    | 47,17            | 750 (2022)                        | 16                 | modifier les données · modifier les données |
| Saint-Denis-des-Coudrais      | 72277      | 72110       | Mamers         | La Ferté-Bernard                                                      | CC du Pays de l'Huisne Sarthoise                  | 7,00             | 113 (2022)                        | 16                 | modifier les données · modifier les données |
| Saint-Georges-de-la-Couée     | 72279      | 72150       | La Flèche      | Montval-sur-Loir                                                      | CC Loir-Lucé-Bercé                                | 11,68            | 171 (2022)                        | 15                 | modifier les données · modifier les données |
| Saint-Georges-du-Bois         | 72280      | 72700       | Le Mans        | Le Mans-7                                                             | CU Le Mans Métropole                              | 7,23             | 2 228 (2022)                      | 308                | modifier les données · modifier les données |
| Saint-Georges-du-Rosay        | 72281      | 72110       | Mamers         | Bonnétable                                                            | CC Maine Saosnois                                 | 17,31            | 450 (2022)                        | 26                 | modifier les données · modifier les données |
| Saint-Georges-le-Gaultier     | 72282      | 72130       | Mamers         | Sillé-le-Guillaume                                                    | CC Haute Sarthe Alpes Mancelles                   | 23,36            | 519 (2022)                        | 22                 | modifier les données · modifier les données |
| Saint-Germain-d'Arcé          | 72283      | 72800       | La Flèche      | Le Lude                                                               | CC Sud Sarthe                                     | 29,19            | 346 (2022)                        | 12                 | modifier les données · modifier les données |
| Saint-Gervais-de-Vic          | 72286      | 72120       | Mamers         | Saint-Calais                                                          | CC des Vallées de la Braye et de l'Anille         | 16,03            | 392 (2022)                        | 24                 | modifier les données · modifier les données |
| Saint-Jean-d'Assé             | 72290      | 72380       | Le Mans        | Bonnétable                                                            | CC Maine Cœur de Sarthe                           | 21,29            | 1 810 (2022)                      | 85                 | modifier les données · modifier les données |
| Saint-Jean-de-la-Motte        | 72291      | 72510       | La Flèche      | Le Lude                                                               | CC Sud Sarthe                                     | 32,03            | 955 (2022)                        | 30                 | modifier les données · modifier les données |
| Saint-Jean-des-Échelles       | 72292      | 72320       | Mamers         | Saint-Calais                                                          | CC du Pays de l'Huisne Sarthoise                  | 10,64            | 225 (2022)                        | 21                 | modifier les données · modifier les données |
| Saint-Jean-du-Bois            | 72293      | 72430       | La Flèche      | La Suze-sur-Sarthe                                                    | CC du Val de Sarthe                               | 14,62            | 612 (2022)                        | 42                 | modifier les données · modifier les données |
| Saint-Léonard-des-Bois        | 72294      | 72130       | Mamers         | Sillé-le-Guillaume                                                    | CC Haute Sarthe Alpes Mancelles                   | 27,12            | 474 (2022)                        | 17                 | modifier les données · modifier les données |
| Saint-Longis                  | 72295      | 72600       | Mamers         | Mamers                                                                | CC Maine Saosnois                                 | 11,22            | 511 (2022)                        | 46                 | modifier les données · modifier les données |
| Saint-Maixent                 | 72296      | 72320       | Mamers         | Saint-Calais                                                          | CC du Pays de l'Huisne Sarthoise                  | 22,48            | 741 (2022)                        | 33                 | modifier les données · modifier les données |
| Saint-Marceau                 | 72297      | 72170       | Mamers         | Sillé-le-Guillaume                                                    | CC Haute Sarthe Alpes Mancelles                   | 8,91             | 536 (2022)                        | 60                 | modifier les données · modifier les données |
| Saint-Mars-d'Outillé          | 72299      | 72220       | Le Mans        | Changé                                                                | CC du Sud-Est du Pays Manceau                     | 38,04            | 2 471 (2022)                      | 65                 | modifier les données · modifier les données |
| Saint-Mars-la-Brière          | 72300      | 72470       | Mamers         | Savigné-l'Évêque                                                      | CC Le Gesnois Bilurien                            | 34,69            | 2 712 (2022)                      | 78                 | modifier les données · modifier les données |
| Saint-Martin-des-Monts        | 72302      | 72400       | Mamers         | La Ferté-Bernard                                                      | CC du Pays de l'Huisne Sarthoise                  | 5,72             | 172 (2022)                        | 30                 | modifier les données · modifier les données |
| Saint-Michel-de-Chavaignes    | 72303      | 72440       | Mamers         | Saint-Calais                                                          | CC Le Gesnois Bilurien                            | 18,37            | 740 (2022)                        | 40                 | modifier les données · modifier les données |
| Saint-Ouen-de-Mimbré          | 72305      | 72130       | Mamers         | Sillé-le-Guillaume                                                    | CC Haute Sarthe Alpes Mancelles                   | 10,63            | 914 (2022)                        | 86                 | modifier les données · modifier les données |
| Saint-Ouen-en-Belin           | 72306      | 72220       | Le Mans        | Écommoy                                                               | CC d'Orée de Bercé - Belinois                     | 15,14            | 1 325 (2022)                      | 88                 | modifier les données · modifier les données |
| Saint-Ouen-en-Champagne       | 72307      | 72350       | La Flèche      | Loué                                                                  | LBN Communauté                                    | 11,20            | 238 (2022)                        | 21                 | modifier les données · modifier les données |
| Saint-Paterne - Le Chevain    | 72308      | 72610       | Mamers         | Mamers                                                                | CU d'Alençon                                      | 12,93            | 2 090 (2022)                      | 162                | modifier les données · modifier les données |
| Saint-Paul-le-Gaultier        | 72309      | 72130       | Mamers         | Sillé-le-Guillaume                                                    | CC Haute Sarthe Alpes Mancelles                   | 15,15            | 276 (2022)                        | 18                 | modifier les données · modifier les données |
| Saint-Pavace                  | 72310      | 72190       | Le Mans        | Bonnétable                                                            | CC Maine Cœur de Sarthe                           | 5,16             | 2 002 (2022)                      | 388                | modifier les données · modifier les données |
| Saint-Pierre-de-Chevillé      | 72311      | 72500       | La Flèche      | Montval-sur-Loir                                                      | CC Loir-Lucé-Bercé                                | 11,51            | 339 (2022)                        | 29                 | modifier les données · modifier les données |
| Saint-Pierre-des-Bois         | 72312      | 72430       | La Flèche      | Loué                                                                  | LBN Communauté                                    | 7,54             | 225 (2022)                        | 30                 | modifier les données · modifier les données |
| Saint-Pierre-des-Ormes        | 72313      | 72600       | Mamers         | Mamers                                                                | CC Maine Saosnois                                 | 10,12            | 212 (2022)                        | 21                 | modifier les données · modifier les données |
| Saint-Pierre-du-Lorouër       | 72314      | 72150       | La Flèche      | Montval-sur-Loir                                                      | CC Loir-Lucé-Bercé                                | 16,55            | 363 (2022)                        | 22                 | modifier les données · modifier les données |
| Saint-Rémy-de-Sillé           | 72315      | 72140       | Mamers         | Sillé-le-Guillaume                                                    | CC de la Champagne Conlinoise et du Pays de Sillé | 11,25            | 832 (2022)                        | 74                 | modifier les données · modifier les données |
| Saint-Rémy-des-Monts          | 72316      | 72600       | Mamers         | Mamers                                                                | CC Maine Saosnois                                 | 10,12            | 705 (2022)                        | 70                 | modifier les données · modifier les données |
| Saint-Rémy-du-Val             | 72317      | 72600       | Mamers         | Mamers                                                                | CC Maine Saosnois                                 | 16,54            | 498 (2022)                        | 30                 | modifier les données · modifier les données |
| Saint-Saturnin                | 72320      | 72650       | Le Mans        | Le Mans-2                                                             | CU Le Mans Métropole                              | 9,66             | 2 773 (2022)                      | 287                | modifier les données · modifier les données |
| Saint-Symphorien              | 72321      | 72240       | Mamers         | Loué                                                                  | CC de la Champagne Conlinoise et du Pays de Sillé | 22,49            | 499 (2022)                        | 22                 | modifier les données · modifier les données |
| Saint-Ulphace                 | 72322      | 72320       | Mamers         | Saint-Calais                                                          | CC du Pays de l'Huisne Sarthoise                  | 15,98            | 223 (2022)                        | 14                 | modifier les données · modifier les données |
| Saint-Victeur                 | 72323      | 72130       | Mamers         | Sillé-le-Guillaume                                                    | CC Haute Sarthe Alpes Mancelles                   | 7,06             | 438 (2022)                        | 62                 | modifier les données · modifier les données |
| Saint-Vincent-des-Prés        | 72324      | 72600       | Mamers         | Mamers                                                                | CC Maine Saosnois                                 | 10,51            | 503 (2022)                        | 48                 | modifier les données · modifier les données |
| Saint-Vincent-du-Lorouër      | 72325      | 72150       | La Flèche      | Montval-sur-Loir                                                      | CC Loir-Lucé-Bercé                                | 26,96            | 822 (2022)                        | 30                 | modifier les données · modifier les données |
| Sainte-Cérotte                | 72272      | 72120       | Mamers         | Saint-Calais                                                          | CC des Vallées de la Braye et de l'Anille         | 14,36            | 326 (2022)                        | 23                 | modifier les données · modifier les données |
| Sainte-Jamme-sur-Sarthe       | 72289      | 72380       | Le Mans        | Bonnétable                                                            | CC Maine Cœur de Sarthe                           | 8,43             | 1 964 (2022)                      | 233                | modifier les données · modifier les données |
| Sainte-Sabine-sur-Longève     | 72319      | 72380       | Mamers         | Loué                                                                  | CC de la Champagne Conlinoise et du Pays de Sillé | 11,82            | 729 (2022)                        | 62                 | modifier les données · modifier les données |
| Saosnes                       | 72326      | 72600       | Mamers         | Mamers                                                                | CC Maine Saosnois                                 | 11,25            | 218 (2022)                        | 19                 | modifier les données · modifier les données |
| Sarcé                         | 72327      | 72360       | La Flèche      | Le Lude                                                               | CC Sud Sarthe                                     | 10,99            | 268 (2022)                        | 24                 | modifier les données · modifier les données |
| Sargé-lès-le-Mans             | 72328      | 72190       | Le Mans        | Changé                                                                | CU Le Mans Métropole                              | 13,85            | 3 865 (2022)                      | 279                | modifier les données · modifier les données |
| Savigné-l'Évêque              | 72329      | 72460       | Mamers         | Savigné-l'Évêque                                                      | CC Le Gesnois Bilurien                            | 28,48            | 4 042 (2022)                      | 142                | modifier les données · modifier les données |
| Savigné-sous-le-Lude          | 72330      | 72800       | La Flèche      | Le Lude                                                               | CC Sud Sarthe                                     | 33,84            | 447 (2022)                        | 13                 | modifier les données · modifier les données |
| Sceaux-sur-Huisne             | 72331      | 72160       | Mamers         | La Ferté-Bernard                                                      | CC du Pays de l'Huisne Sarthoise                  | 11,76            | 584 (2022)                        | 50                 | modifier les données · modifier les données |
| Ségrie                        | 72332      | 72170       | Mamers         | Sillé-le-Guillaume                                                    | CC Haute Sarthe Alpes Mancelles                   | 21,99            | 599 (2022)                        | 27                 | modifier les données · modifier les données |
| Semur-en-Vallon               | 72333      | 72390       | Mamers         | Saint-Calais                                                          | CC des Vallées de la Braye et de l'Anille         | 15,13            | 432 (2022)                        | 29                 | modifier les données · modifier les données |
| Sillé-le-Guillaume            | 72334      | 72140       | Mamers         | Sillé-le-Guillaume                                                    | CC de la Champagne Conlinoise et du Pays de Sillé | 12,90            | 2 192 (2022)                      | 170                | modifier les données · modifier les données |
| Sillé-le-Philippe             | 72335      | 72460       | Mamers         | Savigné-l'Évêque                                                      | CC Le Gesnois Bilurien                            | 10,60            | 1 080 (2022)                      | 102                | modifier les données · modifier les données |
| Solesmes                      | 72336      | 72300       | La Flèche      | Sablé-sur-Sarthe                                                      | CC du Pays Sabolien                               | 11,53            | 1 229 (2022)                      | 107                | modifier les données · modifier les données |
| Sougé-le-Ganelon              | 72337      | 72130       | Mamers         | Sillé-le-Guillaume                                                    | CC Haute Sarthe Alpes Mancelles                   | 18,11            | 832 (2022)                        | 46                 | modifier les données · modifier les données |
| Souillé                       | 72338      | 72380       | Le Mans        | Bonnétable                                                            | CC Maine Cœur de Sarthe                           | 4,57             | 822 (2022)                        | 180                | modifier les données · modifier les données |
| Souligné-Flacé                | 72339      | 72210       | La Flèche      | La Suze-sur-Sarthe                                                    | CC du Val de Sarthe                               | 16,49            | 646 (2022)                        | 39                 | modifier les données · modifier les données |
| Souligné-sous-Ballon          | 72340      | 72290       | Le Mans        | Bonnétable                                                            | CC Maine Cœur de Sarthe                           | 12,76            | 1 237 (2022)                      | 97                 | modifier les données · modifier les données |
| Soulitré                      | 72341      | 72370       | Mamers         | Savigné-l'Évêque                                                      | CC Le Gesnois Bilurien                            | 10,99            | 604 (2022)                        | 55                 | modifier les données · modifier les données |
| Souvigné-sur-Même             | 72342      | 72400       | Mamers         | La Ferté-Bernard                                                      | CC du Pays de l'Huisne Sarthoise                  | 6,28             | 160 (2022)                        | 25                 | modifier les données · modifier les données |
| Souvigné-sur-Sarthe           | 72343      | 72300       | La Flèche      | Sablé-sur-Sarthe                                                      | CC du Pays Sabolien                               | 17,06            | 606 (2022)                        | 36                 | modifier les données · modifier les données |
| Spay                          | 72344      | 72700       | La Flèche      | La Suze-sur-Sarthe                                                    | CC du Val de Sarthe                               | 14,22            | 2 821 (2022)                      | 198                | modifier les données · modifier les données |
| Surfonds                      | 72345      | 72370       | Mamers         | Savigné-l'Évêque                                                      | CC Le Gesnois Bilurien                            | 4,85             | 339 (2022)                        | 70                 | modifier les données · modifier les données |
| La Suze-sur-Sarthe            | 72346      | 72210       | La Flèche      | La Suze-sur-Sarthe                                                    | CC du Val de Sarthe                               | 21,40            | 4 628 (2022)                      | 216                | modifier les données · modifier les données |
| Tassé                         | 72347      | 72430       | La Flèche      | Loué                                                                  | LBN Communauté                                    | 10,77            | 289 (2022)                        | 27                 | modifier les données · modifier les données |
| Tassillé                      | 72348      | 72540       | La Flèche      | Loué                                                                  | LBN Communauté                                    | 6,46             | 132 (2022)                        | 20                 | modifier les données · modifier les données |
| Teillé                        | 72349      | 72290       | Le Mans        | Bonnétable                                                            | CC Maine Cœur de Sarthe                           | 11,54            | 521 (2022)                        | 45                 | modifier les données · modifier les données |
| Teloché                       | 72350      | 72220       | Le Mans        | Écommoy                                                               | CC d'Orée de Bercé - Belinois                     | 22,79            | 3 043 (2022)                      | 134                | modifier les données · modifier les données |
| Tennie                        | 72351      | 72240       | Mamers         | Loué                                                                  | CC de la Champagne Conlinoise et du Pays de Sillé | 33,13            | 1 017 (2022)                      | 31                 | modifier les données · modifier les données |
| Terrehault                    | 72352      | 72110       | Mamers         | Bonnétable                                                            | CC Maine Saosnois                                 | 5,73             | 143 (2022)                        | 25                 | modifier les données · modifier les données |
| Théligny                      | 72353      | 72320       | Mamers         | La Ferté-Bernard                                                      | CC du Pays de l'Huisne Sarthoise                  | 14,31            | 215 (2022)                        | 15                 | modifier les données · modifier les données |
| Thoigné                       | 72354      | 72260       | Mamers         | Mamers                                                                | CC Maine Saosnois                                 | 7,31             | 165 (2022)                        | 23                 | modifier les données · modifier les données |
| Thoiré-sous-Contensor         | 72355      | 72610       | Mamers         | Sillé-le-Guillaume                                                    | CC Haute Sarthe Alpes Mancelles                   | 5,99             | 119 (2022)                        | 20                 | modifier les données · modifier les données |
| Thoiré-sur-Dinan              | 72356      | 72500       | La Flèche      | Montval-sur-Loir                                                      | CC Loir-Lucé-Bercé                                | 17,72            | 398 (2022)                        | 22                 | modifier les données · modifier les données |
| Thorée-les-Pins               | 72357      | 72800       | La Flèche      | La Flèche                                                             | CC du Pays Fléchois                               | 28,18            | 741 (2022)                        | 26                 | modifier les données · modifier les données |
| Thorigné-sur-Dué              | 72358      | 72160       | Mamers         | Saint-Calais                                                          | CC Le Gesnois Bilurien                            | 18,99            | 1 653 (2022)                      | 87                 | modifier les données · modifier les données |
| Torcé-en-Vallée               | 72359      | 72110       | Mamers         | Savigné-l'Évêque                                                      | CC Le Gesnois Bilurien                            | 16,86            | 1 412 (2022)                      | 84                 | modifier les données · modifier les données |
| Trangé                        | 72360      | 72650       | Le Mans        | Le Mans-7                                                             | CU Le Mans Métropole                              | 11,11            | 1 639 (2022)                      | 148                | modifier les données · modifier les données |
| Tresson                       | 72361      | 72440       | Mamers         | Saint-Calais                                                          | CC Le Gesnois Bilurien                            | 29,22            | 510 (2022)                        | 17                 | modifier les données · modifier les données |
| Le Tronchet                   | 72362      | 72170       | Mamers         | Sillé-le-Guillaume                                                    | CC Haute Sarthe Alpes Mancelles                   | 3,89             | 169 (2022)                        | 43                 | modifier les données · modifier les données |
| Tuffé Val de la Chéronne      | 72363      | 72160       | Mamers         | La Ferté-Bernard                                                      | CC du Pays de l'Huisne Sarthoise                  | 29,16            | 1 669 (2022)                      | 57                 | modifier les données · modifier les données |
| Vaas                          | 72364      | 72500       | La Flèche      | Le Lude                                                               | CC Sud Sarthe                                     | 30,14            | 1 383 (2022)                      | 46                 | modifier les données · modifier les données |
| Val-d'Étangson                | 72128      | 72120       | Mamers         | Saint-Calais                                                          | CC des Vallées de la Braye et de l'Anille         | 31,31            | 526 (2022)                        | 17                 | modifier les données · modifier les données |
| Val-de-la-Hune                | 72382      | 72440       | Mamers         | Saint-Calais                                                          | CC Le Gesnois Bilurien                            | 41,62            | 1 526 (2022)                      | 37                 | modifier les données · modifier les données |
| Valennes                      | 72366      | 72320       | Mamers         | Saint-Calais                                                          | CC des Vallées de la Braye et de l'Anille         | 26,70            | 304 (2022)                        | 11                 | modifier les données · modifier les données |
| Vallon-sur-Gée                | 72367      | 72540       | La Flèche      | Loué                                                                  | LBN Communauté                                    | 17,15            | 778 (2022)                        | 45                 | modifier les données · modifier les données |
| Vancé                         | 72368      | 72310       | Mamers         | Saint-Calais                                                          | CC des Vallées de la Braye et de l'Anille         | 12,47            | 287 (2022)                        | 23                 | modifier les données · modifier les données |
| Verneil-le-Chétif             | 72369      | 72360       | La Flèche      | Le Lude                                                               | CC Sud Sarthe                                     | 14,81            | 586 (2022)                        | 40                 | modifier les données · modifier les données |
| Vernie                        | 72370      | 72170       | Mamers         | Sillé-le-Guillaume                                                    | CC Haute Sarthe Alpes Mancelles                   | 9,90             | 339 (2022)                        | 34                 | modifier les données · modifier les données |
| Vezot                         | 72372      | 72600       | Mamers         | Mamers                                                                | CC Maine Saosnois                                 | 6,35             | 77 (2022)                         | 12                 | modifier les données · modifier les données |
| Vibraye                       | 72373      | 72320       | Mamers         | Saint-Calais                                                          | CC des Vallées de la Braye et de l'Anille         | 43,62            | 2 508 (2022)                      | 57                 | modifier les données · modifier les données |
| Villaines-la-Carelle          | 72374      | 72600       | Mamers         | Mamers                                                                | CC Maine Saosnois                                 | 14,70            | 137 (2022)                        | 9,3                | modifier les données · modifier les données |
| Villaines-la-Gonais           | 72375      | 72400       | Mamers         | La Ferté-Bernard                                                      | CC du Pays de l'Huisne Sarthoise                  | 10,34            | 517 (2022)                        | 50                 | modifier les données · modifier les données |
| Villaines-sous-Lucé           | 72376      | 72150       | La Flèche      | Montval-sur-Loir                                                      | CC Loir-Lucé-Bercé                                | 25,46            | 651 (2022)                        | 26                 | modifier les données · modifier les données |
| Villaines-sous-Malicorne      | 72377      | 72270       | La Flèche      | La Flèche                                                             | CC du Pays Fléchois                               | 19,16            | 1 035 (2022)                      | 54                 | modifier les données · modifier les données |
| Villeneuve-en-Perseigne       | 72137      | 72600 72610 | Mamers         | Mamers                                                                | CU d'Alençon                                      | 86,70            | 2 189 (2022)                      | 25                 | modifier les données · modifier les données |
| Vion                          | 72378      | 72300       | La Flèche      | Sablé-sur-Sarthe                                                      | CC du Pays Sabolien                               | 20,04            | 1 383 (2022)                      | 69                 | modifier les données · modifier les données |
| Viré-en-Champagne             | 72379      | 72350       | La Flèche      | Loué                                                                  | LBN Communauté                                    | 11,48            | 203 (2022)                        | 18                 | modifier les données · modifier les données |
| Vivoin                        | 72380      | 72170       | Mamers         | Sillé-le-Guillaume                                                    | CC Haute Sarthe Alpes Mancelles                   | 18,26            | 899 (2022)                        | 49                 | modifier les données · modifier les données |
| Voivres-lès-le-Mans           | 72381      | 72210       | La Flèche      | La Suze-sur-Sarthe                                                    | CC du Val de Sarthe                               | 11,44            | 1 350 (2022)                      | 118                | modifier les données · modifier les données |
| Vouvray-sur-Huisne            | 72383      | 72160       | Mamers         | La Ferté-Bernard                                                      | CC du Pays de l'Huisne Sarthoise                  | 3,34             | 131 (2022)                        | 39                 | modifier les données · modifier les données |
| Yvré-l'Évêque                 | 72386      | 72530       | Le Mans        | Changé                                                                | CU Le Mans Métropole                              | 27,61            | 4 187 (2022)                      | 152                | modifier les données · modifier les données |
| Yvré-le-Pôlin                 | 72385      | 72330       | La Flèche      | Le Lude                                                               | CC Sud Sarthe                                     | 21,84            | 1 734 (2022)                      | 79                 | modifier les données · modifier les données |
| Sarthe                        | 72         |             |                |                                                                       |                                                   | 6 206,00         | 566 129 (2022)                    | 91                 | modifier les données                        |